# Щавне
Щавне (пол. Szczawne) або Щавник — село в Польщі, у гміні Команча Сяноцького повіту Підкарпатського воєводства.
Населення — 428 осіб (2011).

## Розташування
Село розташоване у Східній Лемківщині неподалік сучасного польсько-словацького кордону, на відстані 8 км від Команчі, 18 км від м. Сянок та 71 км від адміністративного центру воєводства Ряшева.
Назва села походить від мінеральних джерел, так званих «szczaw» — що у перекладі з польської мови означає вуглекисла вода.

## Історія
У межах села було розкопано римські монети періоду імператорів Траяна та Адріана (100–138 рр. н. е.).
Щавне було одним із перших сіл краю закріпачених на початку XV ст. згідно волоського права.
За податковим реєстром 1565 р. в селі було 20 кметів на 11 ланах, піп (отже, вже була церква), корчма у власності війта. До 1772 р. село належало до Сяноцької землі Руського воєводства.
До 1918 року село входило до Сяніцького повіту Королівства Галичини та Володимирії Австро-Угорщини. У Щавному збереглася дерев'яна греко-католицька церква Успіння Божої Матері, зведена у 1888 році, поряд з якою знаходяться дерев'яна дзвіниця 1889 року та парафіяльне кладовище.
Мешканці села брали активну участь у політичних процесах XX століття. У роки ПСВ Щавне було однією з громад, що підтримали утворення Команчанської республіки (4 листопада 1918 — 23 січня 1919) — державне утворення, що об'єднувало 33 села Східної Лемківщини майже із 18-тисячним населенням, проголосивши входження до складу ЗУНР. Оскільки Команчанська Республіка відкрито прагнула до об'єднання з Україною польська влада невідкладно скерувала у край регулярну армія для придушення волелюбних настроїв. Військо зайняло Щавне, але під натиском селян з Прелук і Репеді змушене було тимчасово відступити. Поляки повторили напад на Щавне й окупували його. 
Військовий злочин стався в Щавному у 1919 році, де польські війська розстріляли двох українських жандармів Курку і Лютра.
Далі село входило до Сяніцького повіту Львівського воєводства Польщі.
В 1939 р. в селі було переважно лемківське населення: з 950 жителів села — 890 українців, 30 поляків і 30 євреїв.
До виселення лемків у 1945 році в СРСР та депортації в 1947 році в рамках акції Вісла у селі була греко-католицька парафія Лупківського деканату.
Щавне осиротіло у повоєнні роки. У цей час Щавне покинуло 172 родини або 838 осіб, більшість з яких опинилося у Тернопільській області — 168 сімей (816 осіб), а решта в Одеській — 3 родини (19 осіб) і Запорізькій — 1 родина (2 особи). Ті 10 осіб, котрим вдалося залишитись, були депортовані від 28 квітня до 11 травня 1947 р. в результаті операції «Вісла» на північні та західні понімецькі землі Польщі. Вивозили українців через розташовану в селі станцію Щавне-Куляшне. На полі між річкою і коліями було влаштоване гетто, куди зганяли українців і в якому просто неба утримувались до завантаження у вагони. Згодом одиницям вдалося повернутися у рідне село.
У 1975-1998 роках село належало до Кросненського воєводства.

## Сьогодення
Сьогодні населення Щавного становить 400 осіб, переважна більшість яких становлять поляки.
Відповідно до сатиричного роману Ярослава Гашека «Пригоди бравого вояка Швейка», маршрут головного героя до Галичини, поміж великої кількості інших місць, також пролягав через Щавне. Саме тому в селі встановлено інформаційну таблицю, а саме Щавне нанесено на карту пролягання велосипедного та автомобільного туристичного маршрутів.

## Демографія
Демографічна структура станом на 31 березня 2011 року:
|          | Загалом | Допрацездатний вік | Працездатний вік | Постпрацездатний вік |
| -------- | ------- | ------------------ | ---------------- | -------------------- |
| Чоловіки | 222     | 37                 | 172              | 13                   |
| Жінки    | 206     | 35                 | 135              | 36                   |
| Разом    | 428     | 72                 | 307              | 49                   |